# Station Turowo Pomorskie
Station Turowo Pomorskie is een spoorwegstation in de Poolse plaats Turowo.